# Paysage d'hiver (van Ruisdael)
Paysage d'hiver (en néerlandais : Winterlandschap) est le titre d'une peinture de Jacob  van Ruisdael effectuée en 1665.
Van Ruisdael a peint environ 25 scènes hivernales.

## Expositions (sélection)
- Le XVIIe siècle européen (décembre 1956- janvier 1957) à Rome.
- 1981, Mauritshuis, au Royal Cabinet of Paintings, à La Haye
- 1982, Fogg Art Museum à Cambridge,  Massachusetts
- 2005/2006, Holländsk Guldålder – Rembrandt, Frans Hals och deras samtida, Nationalmuseum, Stockholm
- Wintermärchen. Winter-Darstellungen in der europäischen Kunst von Bruegel bis Breuys. du 18 octobre  2011 au 8 janvier 2012, Kunsthistorisches Museum Vienne
- Wintermärchen. Winter-Darstellungen in der europäischen Kunst von Bruegel bis Breuys. du 10 février au 29 avril 2012, Kunsthaus Zürich